# Lea Polonsky

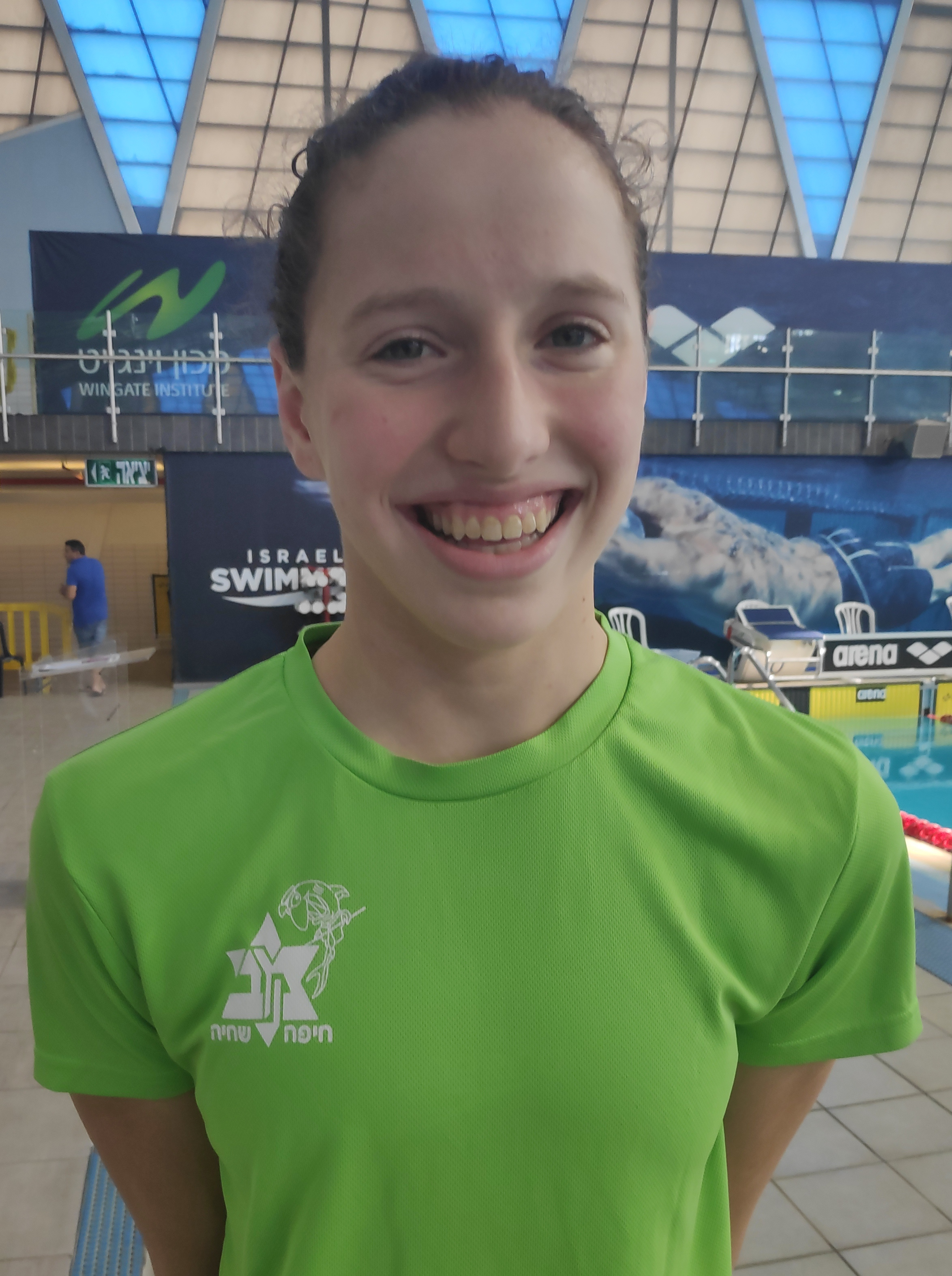
Lea Polonsky (2019)

Lea Polonsky (hebräisch לאה פולונסקי‎; * 25. Mai 2002 in Haifa) ist eine israelische Schwimmerin. Sie gewann 2024 einmal Gold und einmal Silber bei Europameisterschaften auf der 50-Meter-Bahn.

## Sportliche Karriere
Bei den in Netanya ausgetragenen Junioreneuropameisterschaften 2017 erreichte Polonsky das Finale über 200 Meter Lagen und belegte den achten Platz. Im gleichen Jahr gewann sie im Lagenschwimmen und im Brustschwimmen ihre ersten israelischen Meistertitel. Bei den Junioreneuropameisterschaften 2018 belegte Polonsky mit der 4-mal-100-Meter-Mixed-Freistilstaffel den vierten Platz. Einen Monat später nahm sie an den Europameisterschaften in Glasgow teil. Ihre beste Platzierung war der elfte Platz im Vorlauf mit der 4-mal-100-Meter-Freistilstaffel. Im Oktober bei den Olympischen Jugendspielen in Buenos Aires trat Polensky in sechs Disziplinen an, ihre beste Platzierung war der elfte Platz über 200 Meter Schmetterling. Ende Dezember fanden die israelischen Kurzbahnmeisterschaften statt. Polonsky siegte über 100 und 200 Meter Schmetterling.
Anfang Juli 2019 bei den Junioreneuropameisterschaften in Kasan wurde Polonsky über 200 Meter Lagen Dritte hinter der Deutschen Zoe Vogelmann und ihrer Landsfrau Anastasia Gorbenko. Anderthalb Monate später bei den Juniorenweltmeisterschaften in Ungarn wurde sie Siebte über 200 Meter Lagen. Im Dezember fanden in Glasgow die Kurzbahneuropameisterschaften 2019 statt. Polonsky schied bei allen Starts im Vorlauf aus.
Wegen der COVID-19-Pandemie wurden die für 2020 geplanten Meisterschaften nach 2021 verschoben. Bei den Europameisterschaften in Budapest im Mai 2021 schwamm die 4-mal-200-Meter-Freistilstaffel mit Daria Golovaty, Andrea Murez, Lea Polonsky und Anastasia Gorbenko die achtbeste Zeit im Finale. Zwei Monate später bei den Olympischen Spielen in Tokio war Lea Polonsky nicht dabei, im Gegensatz zu ihrem Bruder Ron Polonsky.
Bei den Weltmeisterschaften 2022 in Budapest erreichte Lea Polonsky das Halbfinale über 200 Meter Schmetterling. Mit der 4-mal-100-Meter-Lagenstaffel belegte sie den neunten Platz im Vorlauf, das Quartett schwamm allerdings fast zwei Sekunden langsamer als die achtplatzierten Französinnen. Wegen der zahlreichen Verschiebungen im internationalen Terminkalender fanden die Europameisterschaften in Rom zwei Monate nach den Weltmeisterschaften statt. Lea Polonsky qualifizierte sich mit der 4-mal-200-Meter-Mixed-Freistilstaffel für den Endlauf, im Finale wurde sie beim Erreichen des sechsten Platzes aber nicht eingesetzt. 2023 bei den Weltmeisterschaften in Fukuoka war Polonsky wieder nur in Vorläufen dabei.
Im Juni 2024 bei den Europameisterschaften in Belgrad gewann die 4-mal-200-Meter-Freistilstaffel mit Anastasia Gorbenko, Daria Golovaty, Ayla Spitz und Lea Polonsky mit einer Sekunde Vorsprung vor den Ungarinnen. Die 4-mal-100-Meter-Freistilstaffel mit Lea Polonsky, Ayla Spitz, Daria Golovaty und Andrea Murez schlug als Vierte 0,12 Sekunden hinter den drittplatzierten Polinnen an. Nachdem Polonsky über 200 Meter Freistil im Halbfinale ausgeschieden war, gelang über 200 Meter Lagen mit Gold für Gorbenko und Silber für Lea Polonsky ein israelischer Doppelsieg. Polonsky unterbot dabei in 2:11,18 Minuten die Olympianorm von 2:11,47 Minuten. Bei den Olympischen Spielen 2024 in Paris trat Polonsky in zwei Einzelwettbewerben und mit der 4-mal-200-Meter-Freistilstaffel an, schied aber jeweils im Vorlauf aus.